# Black Knights
Los Black Knights (en español: «Caballeros Negros») son el equipo acrobático oficial de la Fuerza Aérea de la República de Singapur (RSAF por sus siglas en inglés). Utilizan seis F-16C Fighting Falcon pintados con los colores nacionales de Singapur (rojo y blanco) para realizar acrobacia aérea y vuelos en formación.
Aunque el equipo fue creado en 1973, no realizaron su primera exhibición aérea hasta el 7 de junio de 1976.

## Aviones utilizados
| Avión                 | Número | Años                               |
| --------------------- | ------ | ---------------------------------- |
| Hawker Hunter         | 4      | 1973, 1974, 1975, 1977, 1978, 1983 |
| F-5E Tiger II         | 5      | 1981                               |
| A-4SU Super Skyhawk   | 6      | 1990, 1994, 2000                   |
| F-16A Fighting Falcon | 6      | 2000                               |
| F-16C Fighting Falcon | 6      | 2008                               |

## Galería de imágenes

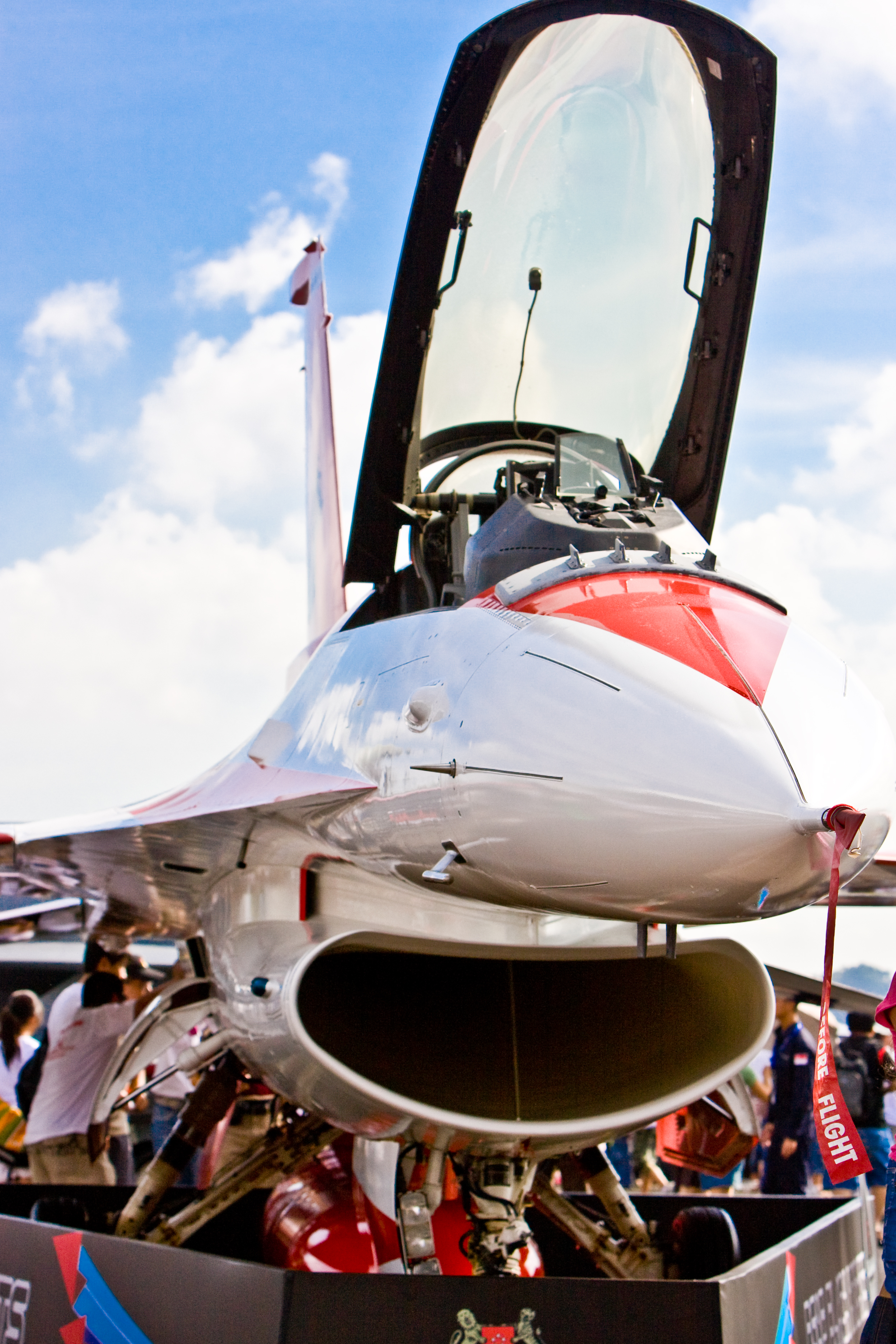
F-16C Fighting Falcon de los Black Knights, agosto de 2008.
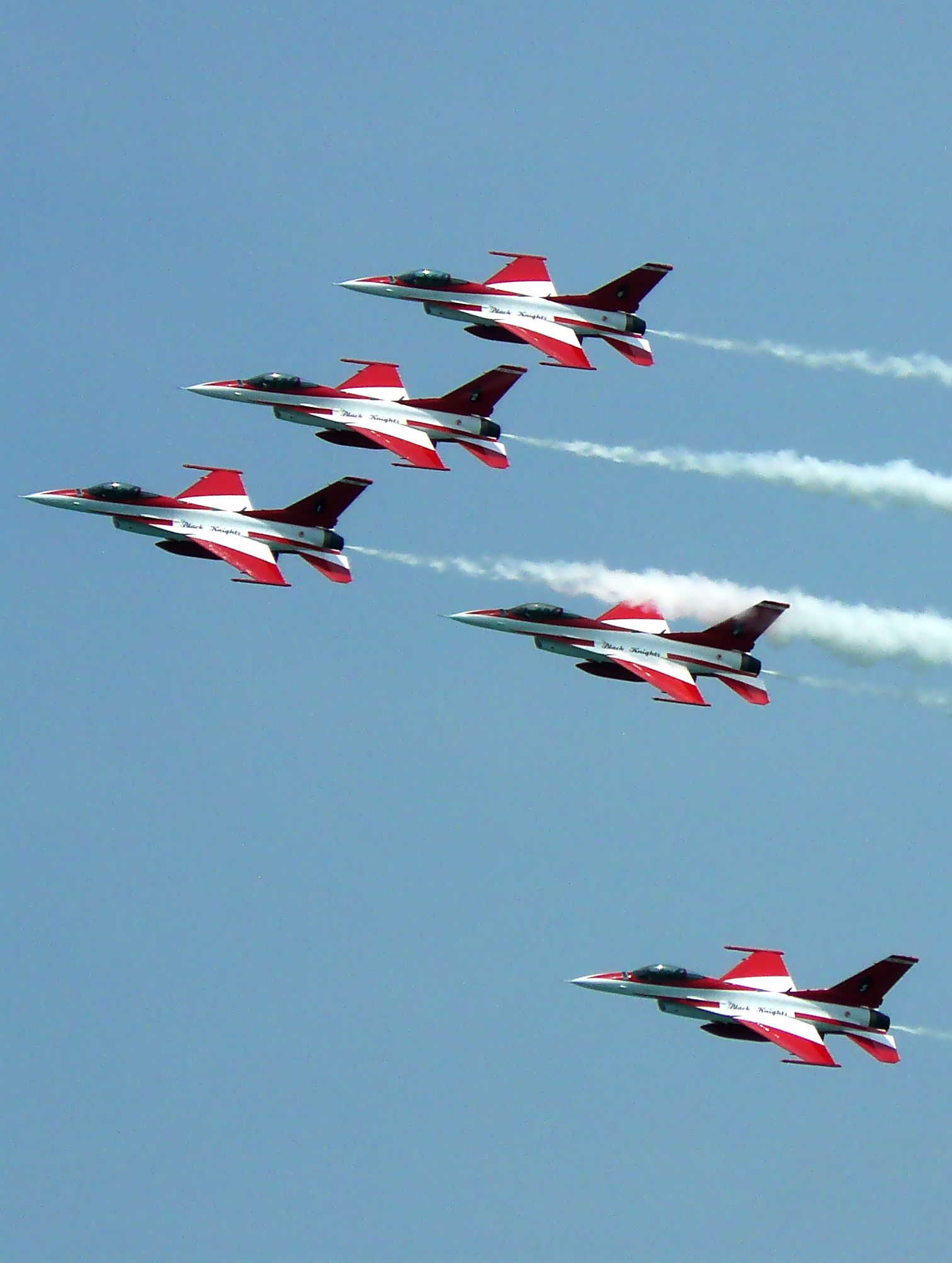
Los Black Knights en el Singapore Airshow de 2008.